# Apologetyka
Apologetyka (łac. apologeticum, z gr. ἀπολογία) – dział teologii (teologia fundamentalna, której apologetyka jest wymiarem praktycznym) lub literatury zajmujący się obroną wiary przed zarzutami przeciwników oraz uzasadniający podstawowe prawdy wiary. Termin ten również dotyczyć może twórczości pisarskiej apologetów. Mianem tym określa się pisarzy wczesnochrześcijańskich z II i III w. działających w okresie po Ojcach Apostolskich. Zaliczani są do nich m.in. św. Justyn, Atenagoras z Aten, Arystydes z Aten, Teofil z Antiochii, Tertulian, Klemens Aleksandryjski, Meliton z Sardes, Tacjan Syryjczyk, Minucjusz Feliks, Apolinary z Hierapolis, Kwadrat Apologeta. Wymienieni pisarze chrześcijańscy próbowali dowodzić, iż wiara chrześcijańska mogłaby zagwarantować porządek w Cesarstwie Rzymskim.
Apologetyka stawia sobie za zadanie obronę przekonań religijnych za pomocą argumentacji historycznej i racjonalnej, bardzo często na podstawie Biblii. Celem jej jest m.in. wykazanie braku konfliktów między nauką a religią oraz między rozumem a wiarą.